# Северонемецкая органная школа
Северонемецкая органная школа (нем. Norddeutsche Orgelschule) — стиль и период немецкой органной музыки, начавшийся в XVII веке и достигший расцвета к середине XVIII века.
Толчком для развития школы стали наработки в области органного исполнительского искусства голландца Яна Свелинка и развитие органостроения,  в первую очередь Ганса Шерера-старшего, Ганса Шерера-младшего и Арпа Шнитгера. Центром развития стиля стал Гамбург и его окрестности, в частности Любек, Бремен, Люнебург и Штаде, хотя, несмотря на название, стиль дал ростки и в Дании со Швецией. Стиль характеризуется частой сменой мануалов и активной ролью педали.
Среди композиторов, представляющих Северонемецкую школу (в хронологическом порядке):
- Преториус Иероним (1560–1629)
- Преториус Якоб (1586–1651)
- Преториус Иоганн (1595–1660)
- Генрих Шейдеман (1596–1663)
- Самуэль Шейдт  (1587–1657)
- Франц Тундер (1614–1667)
- Маттиас Векман (1621–1674)
- Дитрих Букстехуде (1637–1707)
- Иоганн Адам Рейнкен (1643–1722)
- Винсент Любек (1654–1740)
- Георг Бём (1661–1733)
- Николаус Брунс (1665–1697)
- Иоганн Себастьян Бах (1685–1750)